# Michelle Williams (chanteuse)
Pour les articles homonymes, voir Williams et Michelle Williams.
Michelle Williams (née Tenitra Michelle Williams le 23 juillet 1979)  est une chanteuse et actrice américaine de R'n'B et de gospel.
Elle est révélée en 2000 en tant que membre du trio Destiny's Child, séparé depuis 2006, avec lequel elle a vendu 60 millions de disques.
Elle sort plusieurs albums solo : Heart to Yours (2002), Do You Know (2004), Unexpected (2008) et Journey to Freedom (2014). En dépit de ventes plus confidentielles que ses consœurs, elle convainc la critique et entame, en parallèle, une carrière à Broadway ainsi qu'à la télévision.

## Biographie

### Jeunesse et formation
Michelle Williams est née le 23 juillet 1979 originaire de Rockford dans l’Illinois en banlieue nord-ouest de Chicago de parents afro-américains, Anita Washington et Dennis Williams III.
Étant jeune elle a commencé à chanter dans une chorale de l'Église de Dieu en Christ, une église évangélique. Elle suit des études en droit pénal à l'Université de l'Illinois mais abandonne pour se concentrer sur sa carrière de chanteuse.

### Carrière

#### Ère Destiny's Child (1999-2005)

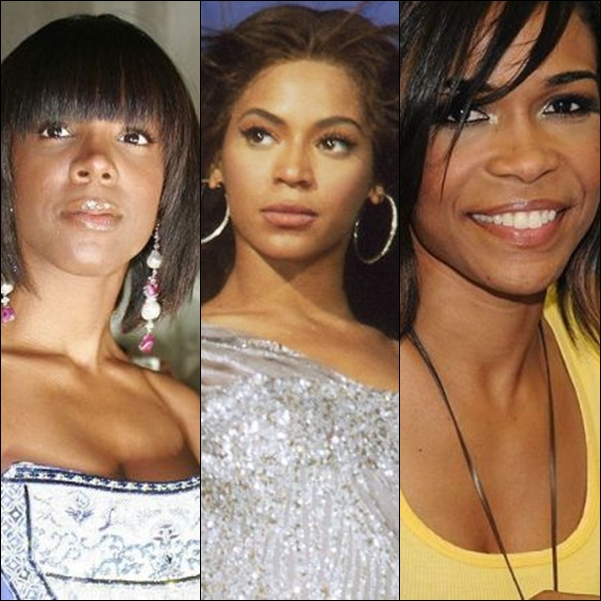
Les Destiny's Child : Kelly Rowland, Beyoncé Knowles et Michelle Williams.

Par la suite elle fait partie de plusieurs groupes avant de devenir backing vocalist pour la chanteuse Monica. C'est grâce à cette collaboration qu'elle fait la connaissance des Destiny's Child.
À l'époque, le groupe est composé de Beyoncé Knowles, Kelly Rowland, LeToya Luckett et LaTavia Roberson. Après le départ des deux dernières, Michelle Williams est contactée par son ami chorégraphe de Monica et rejoint en 2000 le groupe Destiny's Child. Williams est introduit dans Destiny's Child par un ami chorégraphe et elle va à Houston où elle vit avec la famille Knowles.
Cette arrivée se fait en même temps que Farrah Franklin, pour faire face au départ du groupe, de LeToya Luckett et LaTavia Roberson, mais Farrah quitte le groupe six mois plus tard.
Après ces départs successifs, Beyoncé Knowles, Kelly Rowland et Michelle Williams forment désormais le trio Destiny's Child qui remporte de nombreux Grammy awards (grâce à des singles comme Independent Women et Survivor). Ce sont ces années de leur carrière qui sont considérés comme la partie la plus réussie du groupe car ce dernier devient un phénomène de la pop culture.
Surfant sur la vague Destiny's Child, Michelle est la première du groupe à sortir un album solo avec Heart to Yours en 2002 vendu à plus de 200 000 exemplaires aux États-Unis et dont certains titres sont dédiés aux victimes des attentats du 11 septembre 2001.
Dans le même temps, elle décroche le rôle titre de la comédie musicale Aïda et se produit à Broadway.
Elle récidive deux ans plus tard avec Do You Know écoulé à plus de 100 000 copies aux États-Unis et 300 000 dans le monde.
En 2005, après quatre albums et plus de 50 millions de disques vendus à travers le monde, le groupe décide de se séparer afin de se consacrer à leurs carrières respectives.

#### Carrière solo (2006-présent)

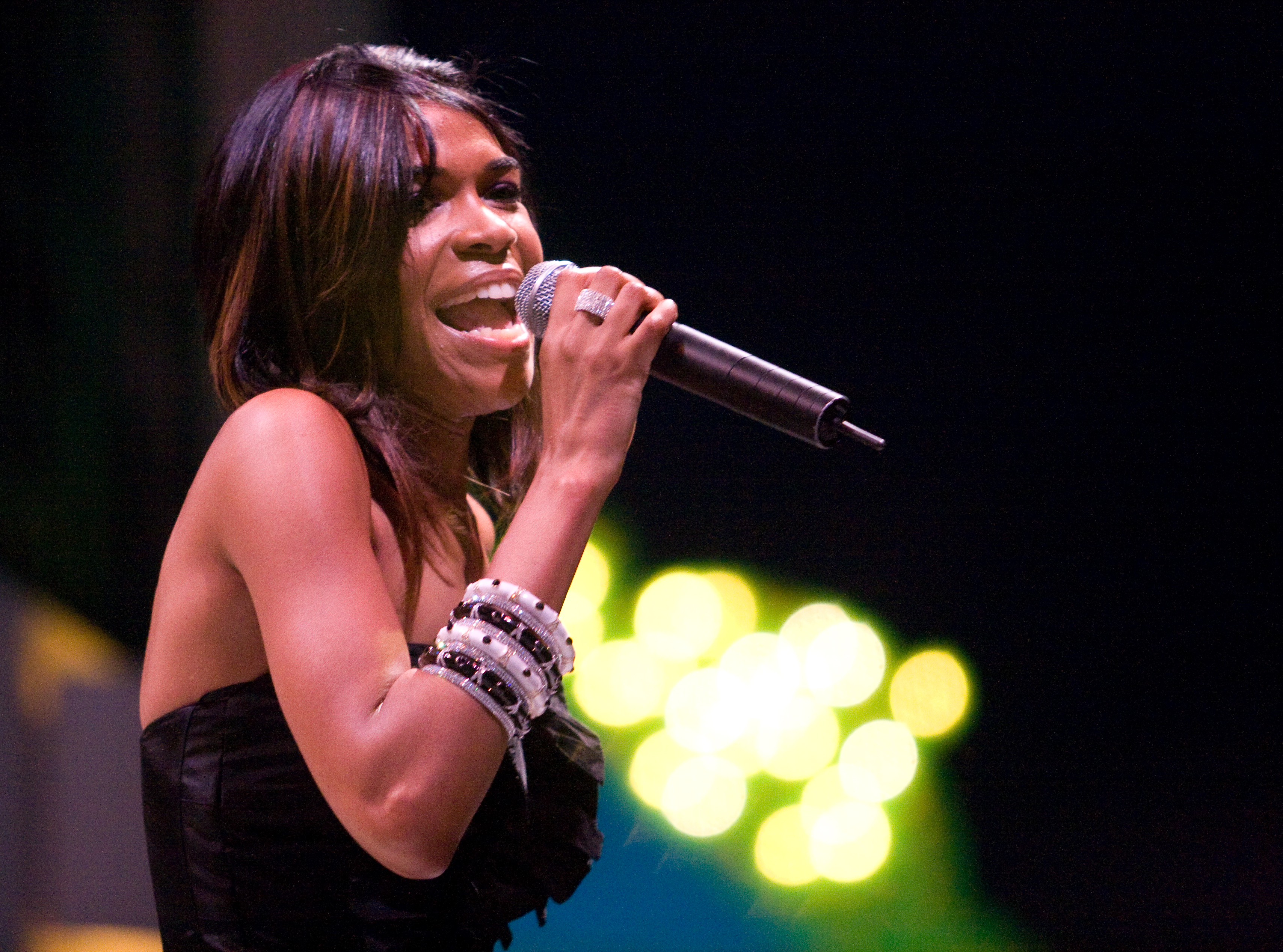
Performance de Michelle Williams, en 2008, au Playland (New York).

En 2006, elle fait ses débuts en tant que comédienne pour quelques épisodes de la série comique Half and Half.
Entre 2007 et 2010, elle fait son retour au théâtre et entame une tournée nationale pour la comédie musicale La couleur pourpre, un spectacle produit par Oprah Winfrey et avec Quincy Jones dans l'un des premiers rôles.
Elle revient en août 2008 avec un troisième album intitulé Unexpected et le single We break the dawn. Cet album amorce un virage plus pop. Courant 2009, elle intègre le casting Londonien de Chicago en interprétant le célèbre rôle de Roxie Hart au Cambridge Theatre. 

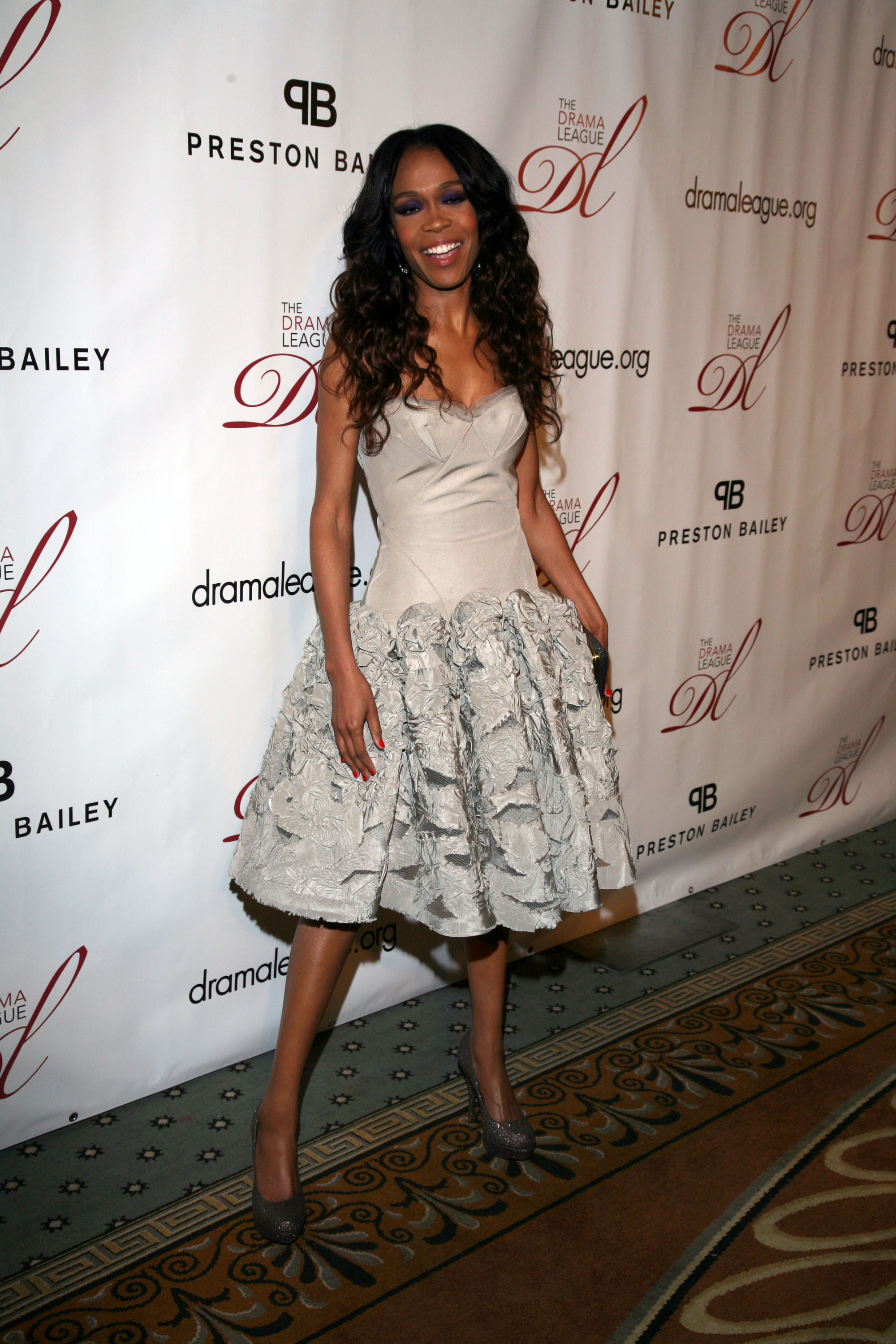
En 2012, lors du Drama League Benefit Gala.

Entre 2011 et 2013, elle rejoint un collectif d'artistes pour la comédie musicale Fela! – dans laquelle elle interprète le rôle de la chanteuse et activiste Sandra Izsadore – et participe à la tournée nationale,.
Le 3 septembre 2013, elle sort le single If We Had Your Eyes. Il s'agit du premier single de son quatrième album solo à venir. Le 9 septembre 2014, elle sort un album de musique chrétienne contemporaine Journey to Freedom, contenant notamment le single Say Yes avec Kelly Rowland et Beyoncé Knowles. Afin d'en assurer la promotion, elle sort également le titre Fire. Cet album est un aussi retour aux sources R&B pour la chanteuse.
Entre 2017 et 2019, elle retourne à Broadway dans la comédie musicale Once on This Island,. Elle se fait remplacer, courant 2018, à la suite de son hospitalisation en psychiatrie afin de traiter sa dépression,,.
Avant cela, elle joue les guest-star dans deux épisodes de la sitcom Raven aux côtés de Raven-Symoné. Et elle participe à deux titres lui permettant de renouer avec ses racines gospel, en duo avec la chanteuse Syleena Johnson, sur les titres Do Your Will et All About You.
En 2018, elle rejoint Beyoncé et Kelly Rowland afin de reformer les Destiny's Child pour se produire durant le Coachella Festival. Elles signent une performance remarquée.
En 2019, elle joue Diana Ross pour la série télévisée American Soul du réseau BET, dans laquelle Kelly Rowland incarne Gladys Knight,,,. Cette même-année, elle fait son retour en musique avec la ballade pop Fearless,. Lors d'une polémique avec son homonyme l'actrice Michelle Williams, elle rappelle haut et fort qu'elle est NOIRE ET FIÈRE DE L’ÊTRE !,En fin d'année, elle participe à la seconde saison de l'émission de télévision américaine The Masked Singer.

### Vie privée
Elle se fiance en mars 2018 à Chad Johnson, un pasteur. Le couple est ensemble depuis mars 2017. Ils se sont rencontrés dans un centre en Arizona alors qu'ils étaient en retraite spirituelle. Ils se séparent en décembre 2018.

## Théâtre - Broadway
Sauf indication contraire ou complémentaire, les informations mentionnées dans cette section proviennent de la base de données IBDb.
- 2000 - 2004 : Aida : Aida
- 2007 - 2010 : The Color Purple : Shug Avery
- 2009 : Chicago : Roxie Hart
- 2011 - 2013 : Fela!
- 2017 - 2019 : Once on This Island : Erzulie

## Discographie

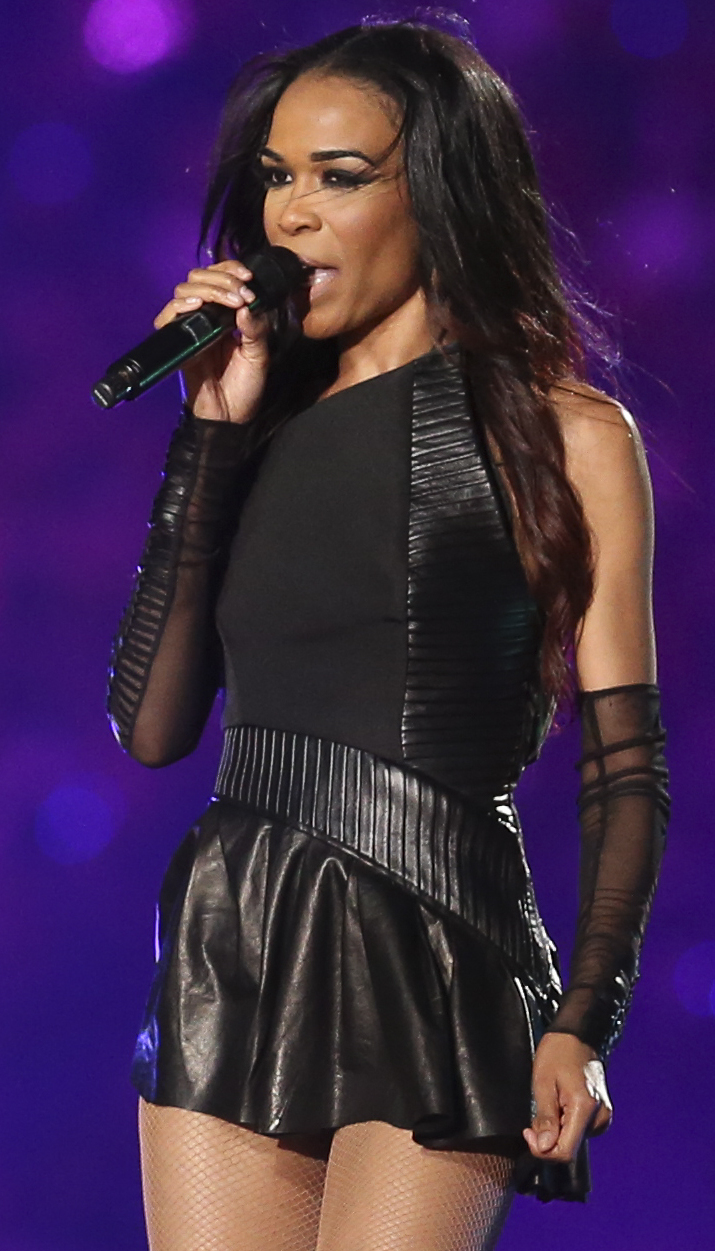
Lors de la performance des Destiny's Child durant le Super Bowl 2013.

Sauf indication contraire ou complémentaire, les informations mentionnées dans cette section proviennent de la base de données Discogs.

### Albums studio
| Année | Album                                            | Chart positions | Chart positions | Chart positions | Chart positions | Chart positions | Ventes et certification        |
| Année | Album                                            | U.S. 200        | U.S. R&B        | U.S. BCA        | U.S. TGA        | U.S. CCM        | Ventes et certification        |
| ----- | ------------------------------------------------ | --------------- | --------------- | --------------- | --------------- | --------------- | ------------------------------ |
| 2002  | Heart to Yours - Formats: CD, téléchargement     | 57              | 17              | —               | 1               | 3               | - Ventes mondiales : 1 200 000 |
| 2004  | Do You Know - Formats: CD, téléchargement        | 120             | 28              | 126             | 2               | 3               | - Ventes mondiales : 328 000   |
| 2008  | Unexpected - Formats: CD, téléchargement         | 42              | 11              | 42              | —               | —               | - Ventes mondiales: 110 000    |
| 2014  | Journey To Freedom - Formats: CD, téléchargement | 29              | —               | —               | 2               | 7               | - Ventes mondiales:            |

### Compilations
| Year | Album                                             |
| ---- | ------------------------------------------------- |
| 2006 | Heart to Yours/Do You Know - Ventes U.S. : 10 000 |

### Singles
- 2002 : Heard a Word
- 2002 : Sun Will Shine Again
- 2004 : Do You Know
- 2006 : Let's Stay Together
- 2008 : We Break the Dawn
- 2008 : Stop This Car
- 2008 : Lucky Girl
- 2008 : The Greatest
- 2008 : Hello Heartbreak
- 2008 : Don't Stop The Music
- 2011 : On The Run feat. Electric Giant Beatz
- 2011 : Waiting On You feat. Ultra Naté
- 2013 : If We Had Your Eyes
- 2013 : Fire
- 2014 : Say Yes feat. Beyoncé & Kelly Rowland
- 2018 : Fearless
- 2018 : All About You feat. Syleena Johnson
- 2018 : Do Your Will feat. Syleena Johnson

## Filmographie
Sauf indication contraire ou complémentaire, les informations mentionnées dans cette section proviennent de la base de données IMDb.

### Cinéma

#### Longs métrages
- 2012 : What My Husband Doesn't Know de David E. Talbert : Lena Summer (vidéofilm)
- 2018 : Revival! de Danny Green : Mary Magdalen

### Télévision

#### Séries télévisées
- 2006 : Half and Half : Naomi Dawson (3 épisodes)
- 2015 : Family Time : Kim (1 épisode)
- 2018 : Raven : Shinée DuBois (2 épisodes)
- 2019 : American Soul : Diana Ross

## Récompenses
En 2024, au cours de sa carrière, elle a reçu un Grammy Award .

### Nominations
- BET Awards 2015 : meilleur artiste gospel[36].
- NAACP Image Awards 2015 : meilleur album de Gospel pour Journey To Freedom